# Ciclul absurdului
Termenul „ciclul absurdului” este folosit de Albert Camus pentru a face referire la o parte din opera sa:
- Străinul (roman, 1942);
- Mitul lui Sisif (eseu, 1942);
- Caligula (piesă de teatru, 1944);
- Neînțelegerea (piesă de teatru, 1944).

Albert Camus califica astfel această primă reflecție asupra absurdului fundamental pentru condiția umană care trebuie să fie analizată, în scopul de a obține și de a merge dincolo de ea la o revoltă de succes, care ar trebui să conducă la un umanism, cum s-ar spune asta este o revoltă a sa pe condiția sa de a apropia Omul de alți Oameni, semenii săi.
În mod similar cum el a ilustrat ciclul de absurditate prin trei mijloace literare eseu/piesă de teatru/roman, el a procedat la fel cu ciclul revoltei: eseu (L'Homme révolté) / piesă de teatru (Les Justes și L'État de siège) / roman (La Peste).